# Viuda Negra (banda)
Viuda Negra es una banda ecuatoriana de heavy metal. Se iniciaron en 1996 y se separaron en 2010. Tras doce años ausentes regresaron a los escenarios en 2022.

## Historia

### Formación
Viuda Negra nació en la noche del viernes 2 de febrero de 1996 en un bar de la ciudad de Quito llamado “La Nota”, lugar en donde daban su primer concierto. Luego de dos años desaparece la primera alineación de los “Viudas” como los han llamado sus seguidores y amigos desde sus inicios.
Sobrevivientes de este primer intento de consolidar a la banda, Santiago Silva (voz) y Johnny Gordon (batería) prueban durante años diferentes alineaciones con las que realizan varios conciertos y graban algunos promocionales. Entre el año 2000 y 2002 llegaron a ser finalistas de los dos primeros concursos de rock realizados en Ecuador. Es así que “Rockazo” y “Fioramúsica” fueron una importante vitrina para la banda. En poco tiempo fueron llamados a tocar en escenarios de casi todo el país y se convirtieron en cabeza de cartel de los principales festivales de rock nacionales.

#### El Final del Silencio
A inicios del 2003 firman su primer contrato de producción discográfica y el 31 de octubre del mismo año finalmente sale a la luz su primer trabajo El Final del Silencio, cuyo primer tiraje se agotó en menos de tres meses y la presión de la demanda abarrotó el mercado de copias piratas. Varias publicaciones especializadas a nivel mundial, impresas y virtuales, elogiaron el primer trabajo de los ecuatorianos, que incluye los clásicos "Pretendo" y "Pacto de Sangre".

#### La Voz de los Bosques
Para el 2006 Viuda Negra, se concentra en la composición y producción de su segundo trabajo La Voz de los Bosques, para lo que contactan al productor Thiago Bianchi, con experiencia previa junto a Angra, Shaman y Karma. Es así que entre agosto y noviembre del 2006 viajan a Sao Paulo - Brasil para la producción, grabación, mezcla y masterización de lo que es su nuevo trabajo, en busca de la internacionalización definitiva de su música. 
En enero de 2007 fueron convocados por la producción del Tributo Internacional a Kraken, banda colombiana con más de 20 años de trayectoria, en el que Viuda Negra participa junto a 28 bandas de 10 países de toda Latinoamérica y España. 
En el 2008 la banda grabó su segundo videoclip “Ausencia”, concreta acuerdos de producción y distribución de sus trabajos discográficos a nivel latinoamericano con varios sellos independientes, y presentó una muy exitosa gira nacional.

### Separación
Viuda Negra se separó a finales de 2010 con una serie de conciertos que recorrieron la mayoría de ciudades importantes de su país.
Con un emotivo y memorable concierto, finalmente cerraron su carrera en el Festival de Música Quito Fest ante varios miles de asistentes. Viuda Negra cerró así una década de gran proyección en la escena metalera ecuatoriana.

### Regreso
Luego de doce años de ausencia, en un comunicado oficial difundido por redes sociales el 17 de enero de 2022, Viuda Negra anunció su regreso a los escenarios, con Santiago Silva en la voz, Mauricio Maldonado (teclado y coros), Johnny Gordón (batería), Luis Quiroz (bajo y coros) y Diego Guerra (guitarra), presentándose en dos conciertos en el Teatro San Gabriel de Quito en abril de 2022.

## Alineación
- Santiago Silva - Voz
- Mauricio Maldonado - Teclado y coros
- Luis Quiroz - Bajo y coros
- Diego Guerra - Guitarra
- Johnny Gordón  - Batería

### Antiguos miembros
- Marcos Benalcázar - Guitarra
- Andrés Nardela - Bajo
- Santiago Villalba - Guitarra
- Matías Alvear - Bajo
- Juan Sebastián Garcés - Guitarra
- Juan Carlos Velasco - Guitarra
- Andrés Baquero - Guitarra
- Jaime Chiriboga - Bajo
- Renato Yépez - Batería
- Marcelo "Chelo" Guarderas - Bajo
- Paúl Peñaherrera - Batería
- David Márquez - Bajo
- Pablo Rodríguez - Bajo

## Discografía

### Discos de Estudio
| Año de lanzamiento | Título                 | Discográfica                 |
| 2024               | Un solo color (single) | Terra media                  |
| 2003               | El Final del Silencio  | Corporación Cultural Ecuador |
| 2007               | La Voz de los Bosques  | Terra Media                  |